# Palazzo Pepoli
Palazzo Pepoli, citato comunemente come Palazzo Pepoli Vecchio per distinguerlo da Palazzo Pepoli Campogrande, è un edificio storico situato nel centro di Bologna nei pressi delle due torri, in via Castiglione 8.

## Storia
Il primo nucleo del palazzo fu fatto erigere nel 1344 da Taddeo Pepoli, unendo diverse proprietà della famiglia acquistate in strada Castiglione dal padre Romeo. Taddeo inizialmente ne fece un austero edificio protetto da fossato e ponti levatoi, con all'interno una dimora di rappresentanza, con cortile nobile, scalone scenografico, salone per ricevimenti, decorazioni in stucco ricche e sfarzose. Sotto un cornicione merlato è ancora dipinta una fascia a quadri bianchi e neri, disposti a scacchiera come nello stemma dei Pepoli.
Nel 1360 la Santa Sede confiscò il palazzo assegnandolo alla Camera apostolica che ne fece la sede del Collegio Gregoriano. A partire dal 1474 l'edificio tornò nelle mani dei Pepoli che lo accrebbero per secoli. L'ultima ala fu edificata nel 1723.
Nel 1887 Ferdinando Pepoli, ultimo esponente maschile della famiglia, vendette la porzione principale del palazzo al conte trapanese Agostino Pepoli, del ramo siciliano della famiglia. Dopo la sua morte, avvenuta il 23 marzo 1910, il Comune di Bologna, secondo la disposizione testamentaria ebbe in lascito la sua porzione di palazzo in via Castiglione ai civici 6, 8, 10, con tutto quello che vi era contenuto compresa la collezione di oggetti d'arte del primo piano, a condizione che il Comune la aprisse al pubblico per la costituzione di un Museo Pepoli. 
. Il comune invece nel 1913 trasferì la libreria dei Pepoli alla biblioteca comunale e vendette l'anno dopo il palazzo alla locale Cassa di Risparmio, che ne aveva acquisito le parti rimanenti da altri privati. Negli anni '30 del '900 ebbe dei lavori di restauro seguiti dall'ingegnere Guido Zucchini.

## Museo della storia di Bologna

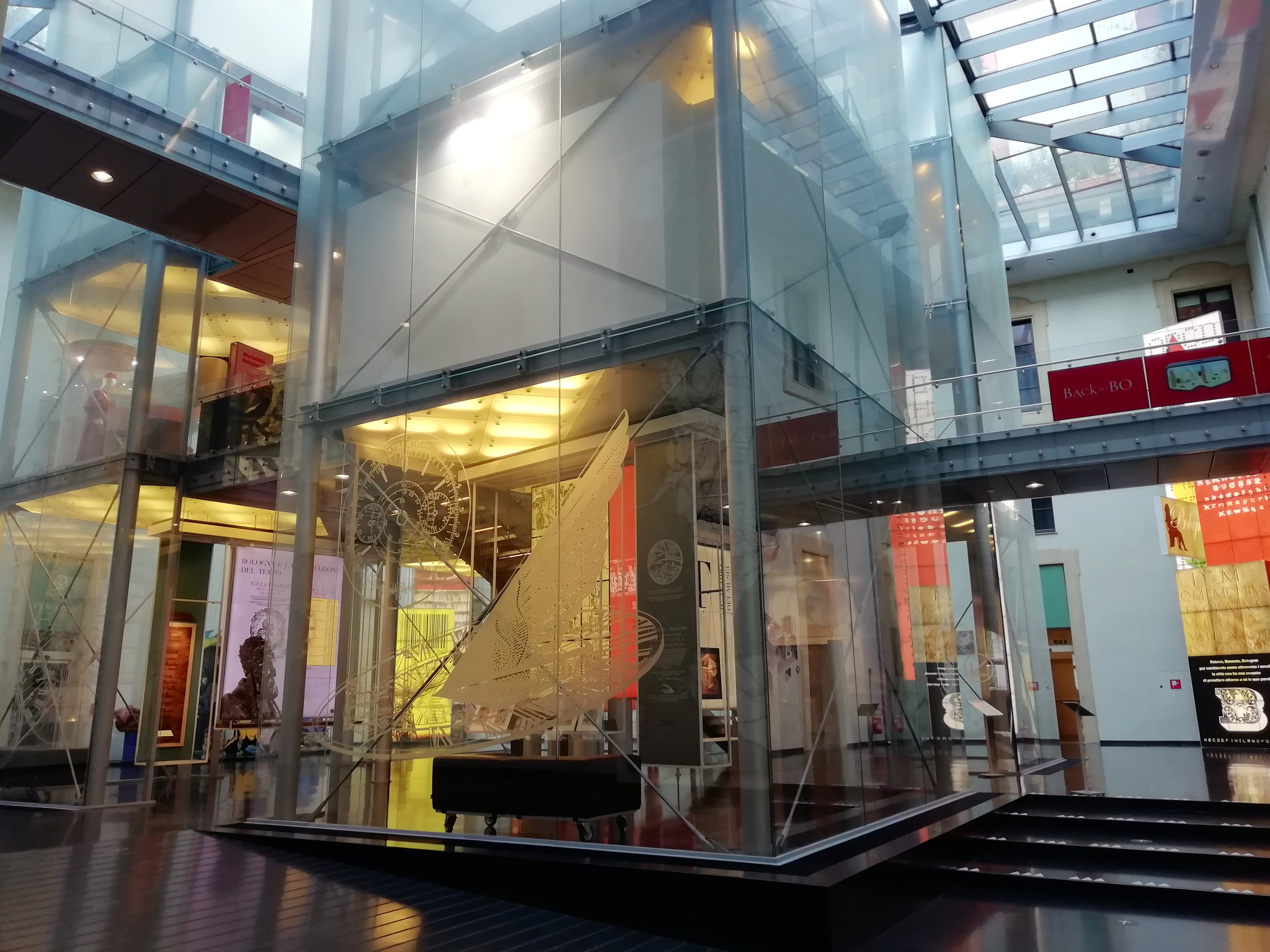
Atrio del museo della storia di Bologna.

Acquisito nel 2003 al patrimonio della Fondazione Cassa di Risparmio in Bologna, costituisce dal gennaio 2012 la sede del Museo della storia di Bologna, con il restauro e l’allestimento museografico dell'architetto Mario Bellini. L'ingresso è al civico 10 di via Castiglione.